# ティートマール1世 (マイセン辺境伯)
ティートマール1世（Thietmar I., ? - 979年以後）は、マイセン辺境伯（970年 - 979年）。エッケハルディン家のギュンターの流刑中はメルゼブルク辺境伯も兼ねた。オストマルクの辺境伯であったゲロの甥（姉妹の子）にあたる。弟にケルン大司教ゲロがいる。
ビルング家出身のザクセン公ヘルマン・ビルングの娘ズアンヒルデ・フォン・ザクセンと結婚した。
ティートマールの死後、ズアンヒルデはエッケハルディン家のギュンターの子エッケハルト1世と結婚した。